# Football Club Infonet Levadia 2019
Questa voce raccoglie le informazioni riguardanti il Football Club Infonet Levadia Tallinn nelle competizioni ufficiali della stagione 2019.

## Stagione
- In campionato il Levadia Tallinn termina al secondo posto (78 punti) dietro al Flora Tallinn (90) e davanti al Kalju Nõmme (77).
- In coppa nazionale viene eliminato agli ottavi di finale dal Kalju Nõmme (1-2).
- In supercoppa nazionale perde contro il Kalju Nõmme (3-2).
- In Europa League viene eliminato al primo turno dagli islandesi dello Stjarnan (4-4 complessivo con gol in trasferta a sfavore).

## Maglie e sponsor
La divisa casalinga era composta da una maglia verde (della classica sfumatura tendente al verde smeraldo) con inserti verde lime sulle spalle, pantaloncini e calzettoni verdi con inserti verde lime. Quella da trasferta era invece composta da una maglia bianca con inserti verdi sulle spalle, pantaloncini bianchi e calzettoni bianchi con inserti verdi.
| Casa | Trasferta |

## Rosa
| N. |                     | Ruolo | Calciatore                |
| -- | ------------------- | ----- | ------------------------- |
| 2  | Estonia (bandiera)  | D     | Marko Lipp                |
| 4  | Estonia (bandiera)  | D     | Igor Morozov              |
| 5  | Ucraina (bandiera)  | C     | Jurij Tkačuk              |
| 6  | Estonia (bandiera)  | C     | Rasmus Peetson            |
| 7  | Brasile (bandiera)  | A     | João Neto Morelli         |
| 9  | Ucraina (bandiera)  | A     | Jevhen Budnik             |
| 10 | Camerun (bandiera)  | C     | Marcelin Gando            |
| 11 | Russia (bandiera)   | C     | Kirill Nesterov           |
| 12 | Estonia (bandiera)  | P     | Sergei Lepmets            |
| 14 | Estonia (bandiera)  | D     | Dmitri Kruglov (capitano) |
| 16 | Estonia (bandiera)  | D     | Markus Jürgenson          |
| 18 | Estonia (bandiera)  | D     | Moorits Veering           |
| 19 | Russia (bandiera)   | D     | Evgenij Osipov            |
| 20 | Colombia (bandiera) | A     | Érick Moreno              |
| 21 | Russia (bandiera)   | A     | Nikita Andreev            |

| N. |                    | Ruolo | Calciatore           |
| -- | ------------------ | ----- | -------------------- |
| 22 | Estonia (bandiera) | D     | Martin Käos          |
| 23 | Russia (bandiera)  | D     | Igor Dudarev         |
| 24 | Estonia (bandiera) | C     | Daniil Petrunin      |
| 25 | Estonia (bandiera) | D     | Maksim Podholjuzin   |
| 26 | Estonia (bandiera) | C     | Marek Kaljumäe       |
| 27 | Estonia (bandiera) | C     | Devid Lehter         |
| 28 | Estonia (bandiera) | A     | Erik Utgof           |
| 33 | Estonia (bandiera) | C     | Mark Oliver Roosnupp |
| 35 | Estonia (bandiera) | P     | Armands Aparins      |
| 37 | Estonia (bandiera) | C     | Pavel Marin          |
| 38 | Estonia (bandiera) | A     | Artjom Komlov        |
| 52 | Ucraina (bandiera) | C     | Ihor Žurachovs'kyj   |
| 80 | Estonia (bandiera) | A     | Anton Krutogolov     |
| 81 | Estonia (bandiera) | P     | Artur Kotenko        |
| 99 | Estonia (bandiera) | A     | Karl Rudolf Õigus    |